# Бомбей (фильм)
«Бомбей» (там. பம்பாய், англ. Bombay) — индийский художественный фильм режиссёра Мани Ратнама, премьера которого в Индии состоялась 10 марта 1995 года. Фильм — второй в «политической» трилогии Ратнама наряду с картинами «Роза» и «Любовь с первого взгляда». Картина стала тамильским дебютом для непальской актрисы Маниши Коиралы.

## Сюжет
Шекхар является сыном ортодоксального индуиста Нараяны Пиллая, живущего в прибрежной деревне в штате Тамилнад. Учась на журналиста в Бомбее, юноша часто навещает семью дома. В один из своих приездов он встречает Шайлу Бану, школьницу-мусульманку, и влюбляется в неё. Первоначально застенчивая Шайла стремится отдалиться от Шекхара, но тот не оставляет попыток привлечь её внимание, и в итоге его любовь становится взаимной.
Шекхар встречается с отцом девушки Баширом Ахмедом и говорит, что хочет жениться на его дочери, но Башир отказывает ему, сославшись на разницу в религиях. Шекхар рассказывает о своих намерениях своему отцу Пиллаю, из-за чего тот злится и, встретившись с Баширом, затевает с ним оскорбительный спор. Расстроенный отказом от обеих семей, Шекхар покидает деревню и возвращается в Бомбей. Через друга Шайлы он отправляет ей письмо и билет, чтобы она приехала к нему. Однако вначале она не решается на этот шаг. Башир узнает о письмах от Шекхара и планирует немедленно выдать дочь замуж, чтобы остановить эти отношения. Лишенная выбора, Шайла покидает деревню и добирается до Бомбея, после чего молодые люди женятся и ведут счастливую жизнь. Шайла беременеет и рожает близнецов, которых они называют Кабир Нараян и Камал Башир и воспитывают в обеих религиях. Шекхар работает журналистом, а Шайла заботится о доме и детях. Через шесть лет Шекхар и Шайла устраиваются в жизни и решают восстановить отношений со своими семьями.
Когда 6 декабря 1992 года индуистские националисты разрушают мечеть Бабри, в Бомбее вспыхивают беспорядки. Кабир и Камал, которые пошли покупать продукты, оказываются в их эпицентре. Но Шекхар и Шайла спасают их и безопасно добираются до дома. Нараяна Пиллай, получив новости из города, бросается в Бомбей, чтобы встретиться с сыном и его семьей, и остается с ними. Башир Ахмед также прибывает со своей женой, и все счастливо живут вместе в течение некоторого времени.
5 января 1993 года, когда два убийства интерпретируются как убийства на почве религиозной розни, напряженность между индуистами и мусульманами вновь усиливается, что приводит к столкновениям на улицах. Сотни людей, принадлежащих к обеим религиям, погибают. Дом, где Шекхар остановился со своей семьей, поджигают. Когда Шекхар эвакуирует всех, Нараяна Пиллай, Башир и его жена попадают в огонь и гибнут. Дети, убежавшие, чтобы спастись, разлучаются со своими родителями. Шекхар и Шайла начинают искать их и проходят через несколько напряженных моментов. Шекхар участвует в движении по прекращению беспорядков вместе с религиозными лидерами (которые к тому времени осознают бесполезность беспорядков) и добивается успеха. Когда устанавливается мир, появляются дети, спасённые случайными прохожими из разных религий, и присоединяются к своим родителям.

## В ролях
- Арвинд Свами — Шекхар Нараянан Пиллай, индуист, студент-журналист
- Маниша Коирала — Шайла Бану, мусульманка
- Пракаш Радж — Кумар
- Нассер — Нараянан Пиллай, отец Шекхара
- Китти — Башир, отец Шайлы
- Мастер Харша (Сумит) — Кабир Нараянан, сын Шекхара и Шайлы
- Мастер Хридхай — Камал Башир, сын Шекхара и Шайлы
- Тинну Ананд — глава Шакти Самадж

Сонали Бендре, у которой на счету тогда было всего два фильма, появилась в item-номере «Humma Humma», который стал для неё дебютом в тамильском кино и в качестве танцовщицы.

## Производство
Мани Ратнам первоначально хотел снять фильм на языке малаялам и попросил М. Т. Васудевана Наяра написать сценарий. Предполагалось, что это будет его второй фильм, полностью снятый на малаялам. Но так как идея не осуществилась, он решил сделать фильм на тамильском языке. Режиссёр провёл фотопробы для фильма с участием Викрама и Маниши Коирала, но затем отклонил кандидатуру Викрама, поскольку тот не хотел сбривать бороду и усы, которые отрастил для съёмок в фильме Pudhiya Mannargal. Вместо Викрама режиссёр выбрал Арвинда Свами, сыгравшего в его фильме «Роза». На главную женскую роль Ратнам взял прошедшую пробы Манишу Коиралу, которая на тот момент стала популярной в Болливуде и решила попробовать себя и в региональном кинематографе. Озвучивала её актриса Рохини, поскольку Маниша не говорила на тамильском языке.
Интерьеры домов снимали в городе Поллачи в штате Тамилнад, а сцены вне помещений — в Касаргоде, деревне штата Керала. Номер на песню «Uyire» сняли в форте Бекал, а на песню «Kannalane» — во дворце Тирумалай Наяккар. Снос мечети Бабри был показан с помощью газетных заголовков и фотографий, поскольку создатели не хотели демонстрировать её фактическое разрушение.

## Саундтрек
Все тексты написаны Вайрамуту, вся музыка написана А. Р. Рахманом.
| №  | Название             | Исполнители                                                                                  | Длительность |
| -- | -------------------- | -------------------------------------------------------------------------------------------- | ------------ |
| 1. | «Hamma Hamma»        | А. Р. Рахман, Суреш Питерс и Сварналатха                                                     | 5:10         |
| 2. | «Kannalanae»         | К. С. Читра, А. Р. Рахман и хор                                                              | 5:52         |
| 3. | «Uyire Uyire»        | Харихаран и К. Ш. Читра                                                                      | 7:14         |
| 4. | «Kuchi Kuchi»        | Харихаран, Сварналатха, Дж. В. Пракаш Кумар и Шарада                                         | 5:00         |
| 5. | «Poovukkenna Poottu» | Ноэль Джеймс, Анупама, Малгури Субха, А. Р. Рахман и Дж. В. Пракаш Кумар                     | 5:53         |
| 6. | «Bombay Theme»       | без вокала                                                                                   | 5:18         |
| 7. | «Malarodu Malaringu» | Суджата Мохан и хор                                                                          | 2:43         |
| 8. | «Idhu Annai Bhoomi»  | Суджата Мохан, Ноэль Джеймс, Шринивас, Шиванесан, Ганга Шринивасан, Ренука и Анурадха Шрирам | 3:28         |

Все тексты написаны Мехбубом, вся музыка написана А. Р. Рахманом.
| №  | Название                | Исполнители                                                                                  | Длительность |
| -- | ----------------------- | -------------------------------------------------------------------------------------------- | ------------ |
| 1. | «Hamma Hamma»           | Ремо Фернандес, Сварналатха и Суреш Питерс                                                   | 5:10         |
| 2. | «Kehna Hi Kya»          | К. С. Читра, А. Р. Рахман и хор                                                              | 5:52         |
| 3. | «Tu Hi Re»              | Харихаран, Кавита Кришнамурти                                                                | 7:14         |
| 4. | «Kuchi Kuchi Rakkamma»  | Удит Нараян, Кавита Кришнамурти, Дж. В. Пракаш Кумар и Шарада                                | 5:07         |
| 5. | «Kuch Bhi Na Socho»     | Паллави, Шубха, Ноэль Джеймс, Анупама и Шринивас                                             | 5:53         |
| 6. | «Bombay Theme»          | без вокала                                                                                   | 5:18         |
| 7. | «Aankhon Mein Ummeedon» | Суджата Мохан и хор                                                                          | 2:43         |
| 8. | «Apna Zameen Yeh»       | Суджата Мохан, Ноэль Джеймс, Шринивас, Шиванесан, Ганга Шринивасан, Ренука и Анурадха Шрирам | 3:28         |

Суммарные продажи обеих версий альбома составили более 12 миллионов копий.
Инструментальная тема «Bombay Theme» стала мировой сенсацией, была переиздана в нескольких сборниках песен и взята за образец многими музыкантами. Впоследствии она была использована в фильмах: «Огонь» (1996, Индия), Denti (2000, Италия), Divine Intervention (2002, Палестина), «Оружейный барон» (2005, США), Miral (2010, Италия).
Песня «Humma Humma» также была повторно использована в фильме OK Jaanu (2017) под названием «The Humma Song».
В 2009 году британская газета The Guardian включила альбом с саундтреком в список «1000 альбомов, которые стоит услышать прежде чем умереть», а песню «Kehna Hi Kya», являющуюся хинди версией композиции «Kannalane», — в список «1000 песен, которые должен услышать каждый».

## Критика
Марта П. Ночимсон в своей книге «World on Film: An Introduction» назвала фильм очень интересным, красиво снятым и смонтированным.
Джавед Ахтар описал его, как «особый взгляд на великодушных, терпимых, но общинно-мыслящих индуистов», Gokulsing и Dissanayake, напротив, сочли что в своей трилогии Ратнам «осветил пагубную природу экстремистского мышления и ксенофобии и подчеркнул необходимость более рационального подхода к вопросам религиозной лояльности и этнической принадлежности в контексте многорасовой, многорелигиозной Индии».
Арун Садху в рецензии для журнала Frontline назвал картину «отличным развлечением с мощным посланием, разумной золотой серединой между коммерческим кинематографом и вдумчивым художественным кино».

## Награды
| Награды                       | Награды                                                      | Награды                                      | Награды |
| Награда                       | Категория                                                    | Лауреат                                      | Ссылка  |
| ----------------------------- | ------------------------------------------------------------ | -------------------------------------------- | ------- |
| Национальная кинопремия       | Премия Наргис Датт за лучший фильм о национальной интеграции | Мани Ратнам (режиссёр) С. Шри Рам (продюсер) | [ 14 ]  |
| Национальная кинопремия       | Лучший монтаж                                                | Суреш Урс                                    | [ 14 ]  |
| Tamil Nadu State Film Awards  | Лучшие стихи к песне                                         | Вайрамуту                                    | [ 15 ]  |
| Tamil Nadu State Film Awards  | Лучший женский закадровый вокал                              | К. Ш. Читра                                  | [ 15 ]  |
| Filmfare Awards               | Лучший фильм по мнению критиков                              |                                              | [ 15 ]  |
| Filmfare Awards               | Лучшая роль по мнению критиков                               | Маниша Коирала                               | [ 15 ]  |
| Filmfare Awards South (Tamil) | Лучший фильм                                                 |                                              |         |
| Filmfare Awards South (Tamil) | Лучшая режиссура                                             | Мани Ратнам                                  |         |
| Filmfare Awards South (Tamil) | Лучшая женская роль                                          | Маниша Коирала                               |         |
| Filmfare Awards South (Tamil) | Лучшая музыка                                                | А. Р. Рахман                                 | [ 15 ]  |